# Långtjärnen (Ovanåkers socken, Hälsingland, 682012-148628)
Långtjärnen är en sjö i Ovanåkers kommun i Hälsingland och ingår i Ljusnans huvudavrinningsområde.